# Hiroki Matsubara
Hiroki Matsubara (født 15. november 1973) er en tidligere japansk fodboldspiller.
Han har spillet for flere forskellige klubber i sin karriere, herunder Shimizu S-Pulse.